# Humanum genus
Humanum genus je papinska enciklika koju je 20. travnja 1884. godine proglasio papa Lav XIII.
Objavljena u usponu industrijskog doba, u kontekstu razvoja marksizma te kao posljedica osvajanja Rima 20. rujna 1870. od strane vojnih snaga Kraljevine Italije, Humanum genus prvenstveno predstavlja osudu slobodnog zidarstva. U enciklici se navodi kako je kasno 19. stoljeće bilo opasno razdoblje za Katoličku crkvu, ponajviše zbog ideja i praksi koje se pripisuju slobodnom zidarstvu, uključujući naturalizam, narodni suverenitet i odvajanje Crkve od države.
Određene odredbe iz ove enciklike ostale su na snazi i danas.

## Povijesni kontekst

### Povijesne okolnosti
Nakon povlačenja francuskog vojnog garnizona iz Rima zbog nadolazećeg Francusko-pruskog rata, godine 1870. dogodilo se zauzimanje Rima, ključni događaj u dugotrajnom procesu talijanskog ujedinjenja poznatom kao Risorgimento. Tim je događajem Kraljevina Italija pod vodstvom kralja Viktora Emanuela II. iz dinastije Savoja konačno vojno porazila Papinsku Državu, kojom je tada upravljao papa Pio IX.
Ujedinjenje talijanskog poluotoka označilo je kraj približno 1116 godina duge svjetovne vlasti papa nad Papinskom Državom, od 754. do 1870. godine.
Enciklika Humanum genus isticala je kako je kraj 19. stoljeća razdoblje osobite opasnosti za rimokatolike, jer su se "zagovornici zla" prestali skrivati, što se jasno vidjelo na primjeru slobodnog zidarstva. Premda su prethodni pape već osuđivali slobodno zidarstvo kao nespojivu s katoličkim naukom, prema enciklici Humanum genus njezina se narav promijenila. Slobodni zidari postali su znatno otvoreniji u društvu po pitanju svojih djelatnosti i povezanosti.
U ovoj enciklici papa Lav XIII. posebno je osudio neke stavove slobodnih zidara, kao što su vjerska ravnodušnost (indiferentizam), zalaganje za javno obrazovanje koje negira ulogu Crkve i "isključivo prepušta obrazovanje mladih ljudima laičkog svjetonazora" te promicanje stava da su jedini izvor vlasti građani (narod) kao i da vladajući nemaju nikakvu drugu ovlast osim one koju im je narod povjerio ili prepustio.
Sveta Stolica zabranila je rimokatolicima članstvo u slobodnom zidarstvu još 1738. godine bulom pape Klementa XII. In eminenti Apostolatus Specula. Prema kasnijoj Deklaraciji o masonskim udrugama iz 1983. godine, "negativni stav Crkve prema masonskim udrugama ostaje nepromijenjen."

### Doktrinarna pozadina
Već prije Lava XIII. nekoliko je papa upozoravalo na probleme koje su povezivali sa slobodnim zidarstvom, tvrdeći da su načela tog tajnog društva nespojiva s naukom Katoličke crkve. Među važnijim ranijim dokumentima kojima su pape osudile slobodno zidarstvo nalaze se:
- Klement XII. – bula In eminenti Apostolatus Specula (1738.)
- Benedikt XIV. – bula Providas Romanorum (1751.)
- Pio VII. – bula Ecclesiam a Jesu Christo (1821.)
- Lav XII. – bula Quo graviora (1825.)
- Pio VIII. – enciklika Traditi humilitati nostrae (1829.)
- Grgur XVI. – enciklika Mirari vos (1832.)
- Pio IX. – enciklika Qui pluribus (1846.)

Osuda slobodnog zidarstva koju je Lav XIII. izrazio u enciklici Humanum genus može se promatrati kao poziv katolicima da joj se odlučno suprotstave. Taj je poziv bio dio šireg konteksta njegovog djelovanja, unutar kojeg je papa analizirao opasnosti socijalizma (Quod apostolici muneris, 1878.), branio kršćansko shvaćanje braka (Arcanum divinae sapientia, 1880.) te iznio svoja promišljanja o ulozi vlasti (Diuturnum illud, 1881.).

## Sadržaj enciklike
Enciklika Humanum genus započinje predstavljanjem Augustinove podjele čovječanstva na dva grada – "grad ljudi" i "Grad Božji". Jedan grad predstavlja Kraljevstvo Božje na zemlji, odnosno istinsku Crkvu Isusa Krista, dok drugi grad pripada kraljevstvu Sotone.

### Uloga slobodnog zidarstva
U enciklici se navodi da kraljevstvu Sotone "upravlja ili mu pomaže" slobodno zidarstvo (masonerija):
»U svakom razdoblju povijesti ta dva kraljevstva međusobno su sukobljena različitim metodama i oružjima, premda ne uvijek s istim intenzitetom i žestinom. U sadašnjem vremenu, međutim, čini se da su se pristaše zla međusobno udružili i zajedničkim snagama pokrenuli žestoki napad, predvođeni ili potpomognuti od strane snažno organiziranog i raširenog društva poznatog kao slobodni zidari. Više ne skrivajući svoje ciljeve, oni se sada otvoreno bune protiv samoga Boga, javno planiraju uništenje svete Crkve s jasnom namjerom da – bude li moguće – kršćanskim narodima oduzmu blagodati koje nam je pribavio naš Spasitelj Isus Krist. Sa žalošću gledajući ove nevolje, osjećamo se potaknuti ljubavlju koja nas tjera da često zavapimo Bogu: 'Gle, neprijatelji tvoji buče; oni koji te mrze uzdigoše glavu. Zlobno vijećaju protiv tvoga naroda, savjetuju se protiv tvojih svetih, govoreći: hajde, istrijebimo ih, neka više ne budu narod.'«
Papa podsjeća kako su njegovi prethodnici još od 1738. godine upozoravali na opasnosti koje slobodno zidarstvo predstavlja za vjeru, ali ne samo za religiju, već i za državu. 

### Tajno društvo
Zbog tajnovitosti svojeg djelovanja, korištenja simbola i rituala, slobodno zidarstvo na neki način prikriva svoje stvarne ciljeve. Iako pojedinačno slobodni zidari mogu biti čestiti ljudi, njihova pripadnost masoneriji može ih dovesti do činjenja moralno neprihvatljivih djela, jer ta organizacija snažnim disciplinskim utjecajem vrši nadzor nad svojim članovima, podvrgavajući ih tako svojevrsnom obliku ropstva.

### Naturalizam
Enciklika Humanum genus temeljnu doktrinu slobodnog zidarstva prikazuje kao naturalizam, tvrdeći da on vodi prema deizmu i gnosticizmu. Prema papi Lavu XIII., upravo taj naturalizam gura slobodne zidare u izravan sukob s naukom Katoličke crkve, posebno zbog njihova zalaganja za odvajanje Crkve od države i za donošenje građanskih zakona koji bi spriječili uspostavu državnih (nacionalnih) crkava.

### Poricanje temelja vjere i društva
Lav XIII. u dokumentu također naglašava razliku između katoličkog nauka o istočnom grijehu s jedne strane, te liberalnog i naturalističkog pristupa slobodnih zidara s druge strane:
»...ljudska je narav ranjena istočnim grijehom i zato sklonija poroku nego kreposti. Za krepostan život nužno je obuzdati neuredne nagone duše i podvrgnuti strasti razumu. U toj borbi često se moraju prezreti zemaljske stvari te podnijeti najveće muke i poteškoće, kako bi razum sačuvao svoju vlast. Međutim, naturalisti i slobodni zidari, nemajući vjere u istine koje smo primili Božjom objavom, niječu grijeh naših prvih roditelja i posljedično tvrde da ljudska slobodna volja uopće nije oslabljena ni sklona zlu. Štoviše, pretjerano uzdižući snagu i izvrsnost ljudske naravi te u njoj videći jedino mjerilo pravde, oni čak ne smatraju da je nužno stalno se boriti i čvrsto ustrajati kako bismo nadvladali silu naših strasti i stavili ih pod kontrolu.«

## Osuda slobodnog zidarstva
Enciklika Humanum genus oštro kritizira niz načela slobodnih zidara, među kojima se ističe ideja o narodnom suverenitetu kao jedinom izvoru prava te uvjerenje da čovjek ne bi smio priznati nikakav autoritet osim samoga sebe:
»Zatim dolazi njihovo političko učenje, gdje naturalisti tvrde da svi ljudi imaju ista prava, te da su u svakom pogledu jednaki i iste naravi; da je svatko po prirodi slobodan; da nitko nema pravo zapovijedati drugome; te da je prisiljavanje ljudi na poslušnost bilo kakvom autoritetu koji ne potječe iz njih samih čin nasilja.«
Prema kanonu 2335 Zakonika kanonskog prava iz 1917. godine, "Oni koji se pridruže masonskoj sekti ili drugim sličnim društvima koja djeluju protiv Crkve ili legitimne građanske vlasti, automatski upadaju u ekskomunikaciju rezerviranu za Svetu Stolicu." Međutim, novim Zakonikom kanonskog prava iz 1983. godine uklonjena je ta izričita formulacija izopćenja te se u kanonu 1374 navodi sljedeće: "Osoba koja pristupi udruženju koje djeluje protiv Crkve treba biti kažnjena pravednom kaznom; tko ga promiče ili preuzima službenu ulogu u takvoj udruzi, treba biti kažnjen interdiktom.." Godine 1983., kardinal Joseph Ratzinger (kasniji papa Benedikt XVI.), tadašnji prefekt Kongregacije za nauk vjere pod papom Ivanom Pavlom II., izdao je Deklaraciju o masonskim udrugama. U toj deklaraciji potvrđeno je da Katolička crkva i dalje zadržava negativan stav prema slobodnom zidarstvu. Razlog tome je što Crkva smatra da su masonska načela trajno nespojiva s njezinim naukom. Zbog toga je katoličkim vjernicima i dalje zabranjeno članstvo u masonskim udrugama, a oni koji im ipak pristupe nalaze se u stanju teškoga grijeha i ne mogu primati svetu pričest.
Enciklika Humanum genus na kraju osuđuje i ono što smatra masonskim načelom odvojenosti religije od države:
»Također se zastupa mišljenje da država treba biti bez Boga; da među različitim oblicima religije nema razloga da jedna ima prednost pred drugom, nego da sve trebaju zauzimati ravnopravno mjesto.«